# Bonhomme Sept Heures
Le bonhomme Sept Heures est un personnage imaginaire qu'on évoque traditionnellement au Canada francophone pour faire peur aux enfants et les pousser à aller au lit à 7 h, comme son nom l'indique. Les synonymes croque-mitaine et père Fouettard sont méconnus des francophones du Canada.
On rencontre aussi les orthographes suivantes : « bonhomme Sept Heures », « bonhomme Setteur » et « bonhomme 7 heures ». La présence des majuscules et du trait d'union tend aussi beaucoup à fluctuer.

## Étymologie
Différentes hypothèses existent sur l'étymologie de cette expression.

### Étymologie anglaise
La première hypothèse veut que ce terme vienne de l'anglais bone-setter, qui signifie rebouteux, ou ramancheur en français québécois, c'est-à-dire une personne qui replace les articulations démises et qui guérit certaines douleurs comme les maux de dos. Lorsque dans une famille on faisait venir le bone setter, souvent la personne traitée gémissait, grinçait des dents ou criait de douleur, ce qui effrayait les enfants. Lorsque ceux-ci ne voulaient pas obéir, on les menaçait donc en évoquant le bone setter, déformée en bonhomme Sept Heures.
Selon une deuxième hypothèse, l'origine de ce personnage serait liée au bomb setter. Cette personne devait allumer les bombes des lampadaires qui fonctionnaient au gaz ou à l'huile, vers les années 1890, dans les rues de Montréal. Cette personne devait le faire avant 7 heures. Le mot se serait déformé et serait devenu bonhomme Sept Heures. C'était donc un personnage se promenant à la brunante, difficile à identifier et que les parents pouvaient évoquer pour effrayer les enfants qui ne voulaient pas écouter ou rentrer à la maison trop tôt.
Selon une troisième hypothèse, ce terme viendrait d'une autre expression anglaise, le boom setter, qui travaillait sur les estacades, des barrières flottantes sur les rivières qui servaient à acheminer le bois aux usines aux XIXe et XXe siècles.
La théorie de l'étymologie anglaise pourrait être erronée, car au Québec, on a tendance à voir faussement des anglicismes dans les régionalismes. On peut penser à mouche à feu (luciole), par exemple, qu'on classe comme anglicisme dans le Dictionnaire des anglicismes de Gilles Colpron, tandis que ce mot se trouve dans le Littré, ce qui en fait au pire un anglicisme de maintien.

### Étymologie française
L'hypothèse de l'étymologie française est plus probable, car elle est seule à expliquer l'existence de variantes québéçoises anciennes comme bonhomme Huit-Heures et l'existence de termes apparentés en Europe, dont bonhomme Basse-Heure et couche Huit-Heures, relevés dans des dictionnaires de français régional publiés en France,.

## La légende
La légende du bonhomme Sept Heures veut que ce personnage maléfique enlève les enfants qui s'attardent à l'extérieur après 7 heures, le soir. Ces enfants ne seraient jamais retrouvés.
Le bonhomme Sept Heures serait un vieil homme, portant un chapeau, une canne, une cape et un sac. On dit que ce sac contiendrait du sable qu'il lancerait aux yeux des enfants ou qu'il s'en servirait pour y placer ses jeunes victimes.

## Représentation dans la culture populaire
Dans Le Réveil des Gardiens, version doublée au Québec d'un film d'animation américain, le bonhomme Sept Heures s'oppose à Jack Frost et à ses amis. Celui-là a pour but de transformer les rêves, l'espoir et les vœux des enfants en peurs et en cauchemars pour qu'ils croient en lui.
Le groupe rock québécois eXterio a enregistré une chanson intitulée Bonhomme Sept Heures sur son album Vous êtes ici.